# Premis Literaris de Mèrida
Els Premis Literaris de Mèrida són premis atorgat per l'Ajuntament de Mèrida a través de la Delegació de la Biblioteca Municipal i estan formats per les categories de Novel·la i de Poesia. Es van fundar a principis dels anys 90.
Originiariamente els Premis Literaris de Mèrida només constaven de la categoria de Poesia.
Fins a l'any 2000 ambdues categories es convocaven cada dos anys. A partir d'aquesta edició, la convocatòria és anual.
Tots dos premis porten aparellats en l'actualitat la publicació (tiratge d'1.500 exemplars, editorial DVD) i una dotació econòmica (18.000 € per al premi de novel·la i 9.000 € pel de poesia), així com estatuillas commemoratives del guardó.
El Jurado està compost per un comitè de lectura integrat per personalitats literàries de reconegut crèdit.
Poden participar tots els autors que ho desitgin, sense importar nacionalitat, amb obres originals i inèdites escrites en castellà.
| Any  | Obra                            | Autor                         |
| ---- | ------------------------------- | ----------------------------- |
| 2011 | Món Salvatge                    | Virgínia C. Aguilera          |
| 2010 | Desert                          | Desert                        |
| 2009 | Desert                          | Desert                        |
| 2008 | Els últims dies de Michi Panero | Miguel Barrero                |
| 2007 | Els que esperen                 | Miguel Torres López de Uralde |
| 2006 | L'ànima de la papallona         | Queta García                  |
| 2005 | El jugador de boles inquietants | Julián Miranda                |
| 2004 | L'ham de Bagdag                 | José Javier Muñoz             |
| 2003 | Les nits del Cafè Burero        | Francisco Hidalgo Aznar       |
| 2002 | Tres cadires de anea            | Maribel Álvarez               |
| 2001 | Desert                          | Desert                        |
| 2000 | Morir a Troia                   | Angela Reyes                  |
| 1998 | Al final de la mirada           | Alfonso Fernández Burgos      |
| 1996 | La càmera de les meravelles     | Luis Mª Carrero               |
| 1994 | La derrota dels fabulistas      | José Antonio Remírez Lozano   |

| Any  | Obra                           | autor                       |
| ---- | ------------------------------ | --------------------------- |
| 2011 | De l'amor caigut               | Manuel L'Espasa             |
| 2010 | Domèstica                      | Julio Rodríguez             |
| 2009 | L'au Fènix només caga canyella | Ángel Cerviño               |
| 2008 | Rengo Wrongo                   | Jorge Reichmann             |
| 2007 | Diari de la Llum               | Miguel Ángel Curie          |
| 2006 | Corambo                        | José Antonio Ramírez Lozano |
| 2005 | El gat només volia a Harry     | Luis Felipe Comandador      |
| 2004 | “Travessia Encesa”             | José María Gómez Valero     |
| 2003 |                                |                             |
| 2002 | El llarg caminar tan breu      | Daniel Casado               |
| 2001 | Laberint d'aigua               | Laura Olalla                |
| 2000 |                                |                             |
| 1998 | Moyra treu el cap al mar       | Carmen Rubio López          |
| 1996 | Estació del Silenci            | Diego Fernández Insulsa     |
| 1994 | Impura Claredat                | María José Flores           |
| 1992 |                                |                             |
| 1990 |                                |                             |